# Симо Галин
Симо Галин (Врточе, код Петровца, 1918) био је учесник Народноослободилачке борбе, пуковник ЈНА и носилац Партизанске споменице.

## Биографија
Симо Галин је рођен 1918. године у Врточу (заселак Дулиба), код Петровца, од оца Николе и мајке Стане Векић из Бјелаја. Одрастао је са шест сестара и два брата. Потиче из земљорадничке породице. Прије рата био је радник. Женио се два пута. Први пут био је ожењен Маром Ковачевић, са којом је добио сина Драгана, који је убијен 1944. Други пут је оженио Милеву Пилиповић Дајановић из Врточа и са њом добио синове Драгана и Сретена.
По окупацији Југославије, укључио се у припреме оружаног устанка. 27. јула 1941. Од првих дана учествовао је у устаничким и герилским акцијама. Највећи дио рата био је припадник Треће крајишке бригаде.
Почетком рата био је припадник врточке чете, односно 2. чете 1. батаљона Треће крајишке бригаде. Припадник Треће крајишке био је до септембра 1944. Након тога прелази у Другу личку бригаду, гдје је, као поручник, обављао дужност помоћника команданта батаљона. Крајем рата обављао је дужност команданта батаљона. Из рата је изашао са чином капетана. У рату је рањен.
Послије рата служио је као официр у ЈНА. Пензионисан је у чину пуковника.
Више пута је одликован. Носилац је Партизанске споменице 1941.
Живио је у Београду.